# Amanda Kurtović
Amanda Maria Kurtović (Karlskrona, 25 luglio 1991) è una pallamanista norvegese, terzino destro del Győri ETO KC e della nazionale norvegese.
Con la maglia della nazionale norvegese ha vinto l'oro olimpico ai Giochi di Londra 2012, e il bronzo olimpico ai Giochi di Rio de Janeiro 2016.

## Biografia
Sua fratello William è un giocatore professionista di calcio, che in campo internazionale ha rappresenta la Svezia a livello giovanile.

## Palmarès

### Club
- EHF Champions League: 1

Larvik: 2010-2011
- Coppa delle Coppe EHF: 1

Viborg: 2013-2014
- Campionato norvegese: 4

Larvik: 2011, 2012, 2016, 2017
- Campionato danese: 1

Viborg: 2013-2014
- Campionato rumeno: 1

CSM Bucarest: 2017-2018
- Coppa di Norvegia: 4

Larvik: 2011, 2012, 2016, 2017
- Coppa di Danimarca: 1

Viborg: 2013-2014
- Coppa di Romania: 1

CSM Bucarest: 2017-2018

### Nazionale
- Oro olimpico: 2

Londra 2012
- Bronzo olimpico: 1

Rio de Janeiro 2016
- Campionato mondiale

 Oro: Brasile 2011
 Oro: Danimarca 2015
 Argento: Germania 2017
- Campionato europeo

 Oro: Svezia 2016